# 時空警察ヴェッカーχ 彷徨のエトランゼ
『時空警察ヴェッカーχ 彷徨のエトランゼ』（じくうけいさつヴェッカーカイ ほうこうのエトランゼ）は、日本の舞台作品。2012年6月20日から6月24日まで、東京都品川区の六行会ホールで上演された。時間と歴史を守る未来の刑事の姿を描くSF作品群「時空警察ヴェッカーシリーズ」の1つである。

## 概要

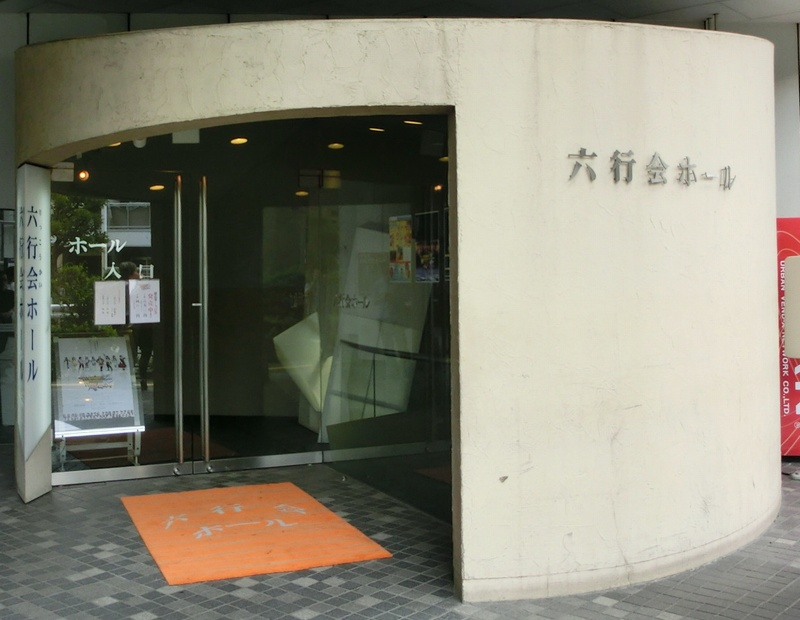
会場の東京都品川区・六行会ホール。本舞台公演時に撮影。

2011年11月に上演された舞台作品『時空警察ヴェッカーχ ノエルサンドレ』の直接の続編。『ヴェッカーχ』は、シリーズ10周年を迎えた時空警察ヴェッカーシリーズの新たな一歩を踏み出すことをテーマに製作された作品であり、本作品はその第2弾として位置づけられている。
時間移動（タイムトラベル）技術を悪用した犯罪を行う未来の時空犯罪者と、それを追う未来の刑事という物語の骨子は従来シリーズ同様だが、本作品での敵役は人間によって作り出された人工生命体でありながら人間以上の能力を持つために人間に虐げられる存在であり、時空刑事は彼らを制する設定とすることで、単純な善悪対決では終わらない作品に仕上げられている。また、前作で残された謎解きの要素といった楽しみも含まれている。
キャスティング上では「新たな1年目」というコンセプトから、前作の登場人物の多くが本作品に登場するにもかかわらずほとんどの出演者が変更されており、元アイドリング!!!のフォンチー、元SDN48の畠山智妃といった正統派アイドルから、「魔法アイドル」を名乗る澤村佳奈。、「お掃除アイドル」を名乗るお掃除ユニットCLEAR'Sの当時のメンバーである蒼井ちあきら、フランス語で「見知らぬ人」を意味するタイトル「エトランゼ」にふさわしい個性的な面々が出演している。前述の時空刑事リタを演じる若手女優の伊藤梨沙子、敵役を演じる若手演技派女優の西条美咲による善悪ヒロイン対決や、フォンチーとゲスト出演の森田涼花による元アイドリング!!!共演も話題となった。

## あらすじ
前作『ノエルサンドレ』の事件により「エトランゼ」と呼ばれる特殊な時空間が生まれ、この危険な時空を消滅させるために時空刑事たちが派遣された。一方では囚われの身であった人工生命体のアヴァンタドールが脱走し、エトランゼの利用により世界の滅亡を目論んでいた。エトランゼは1890年代のドイツ、後に歴史に名を残す物理学者のアインシュタンがまだ少年のころの時代へと向かっていた。

## キャスト
一部は昼の部の出演者「時組」と夜の部の出演者「空組」の2グループによるダブルキャスト。以下の「時」は時組の公演時、「空」は空組の公演時のキャストを指す。
- 麻宮亜里沙：フォンチー[6]
- 時空刑事リタ / 神凪リタ[11]：伊藤梨沙子[3]
- 時空刑事レピス / 宇佐木ミコト[11]：斎藤亜美[3]
- 時空刑事プレア / 犬飼スバル[11]：小見川千明[12]
- 時空刑事メシエ / 天野ギンガ[11]：畠山智妃[3]
- 時空特捜トレミー / 十川レミ：百川晴香[13]
- サポートドロイド・アル ：蒼井ちあき[13]
- アヴァンタドール・コルネーユ：西条美咲[3]
- アンリエッタ・ボーア：高田あゆみ[6]
- 平野広海：下垣真香[12]
- 日比野ゆかり：志田光[12]
- 古川八重：遠藤瑠香[12]
- 沢渡真琴：安藤玲奈[12]
- ラプター：斉藤桃子[12]
- ソニア：重本未紗[12]
- エスパーダ：尾島江利子[12]
- メリー：松上祐子（時）、青木ゆり亜（空）[12]
- クリス：宮森セーラ（時）、川元捺未（空）[12]
- マス：北山亜莉沙（時）、片岡ミカ（空）[12]
- 山根亜美：権藤葵（時）、小泉ここ（空）[12]
- 芹川葵：日野ありす（時）、小花（空）[12]
- 紫堂涼子：倉持由香[12]
- 田添砂姫：山崎怜奈（時）、荘司里穂（空）[12]
- 野分美幸：澤村佳奈。（時）、河合有理（空）[12]
- 時空整備士フェレス：大河内美紗[12][注 1]
- 時空刑事アルシオーネ / 星川茉莉依[11]：森田涼花[12][注 1]、奈津子[12][注 1][注 2]
- サポートドロイド・プロメテウス：高嶋香帆[12][注 1]、井之上史織[12][注 1]

## スタッフ
- 演出：畑澤和也[2]
- 演出補：麻草郁[2]
- 脚本：畑澤和也・麻草郁[2]
- 演出助手：松浦眞哉[2]
- 美術：坂享宣[2]
- 音楽：早尻洋介[2]
- 音響・音効：伊藤一巳[2]
- アクション：押田美和[2]
- 衣装：西田さゆり[2]
- スチール：Reimon[2]
- メイク：関谷佳代子[2]
- デザイン：AMICORYU[2]
- HP：小和田明[2]
- 舞台監督：坂享宣[2]
- 制作協力：吉田千尋・辻本雅文[2]
- 票券：島崎翼[2]
- プロデュース：藤井直人・鈴木正博[2]
- 制作：時空警察ヴェッカーχ実行委員会[2]
- 製作：サラスパイクアカデミー、アリスインプロジェクト[2]